# Tipula saitamae
Tipula saitamae är en tvåvingeart som beskrevs av Alexander 1920. Tipula saitamae ingår i släktet Tipula och familjen storharkrankar. Inga underarter finns listade i Catalogue of Life.